# Birkebeiner

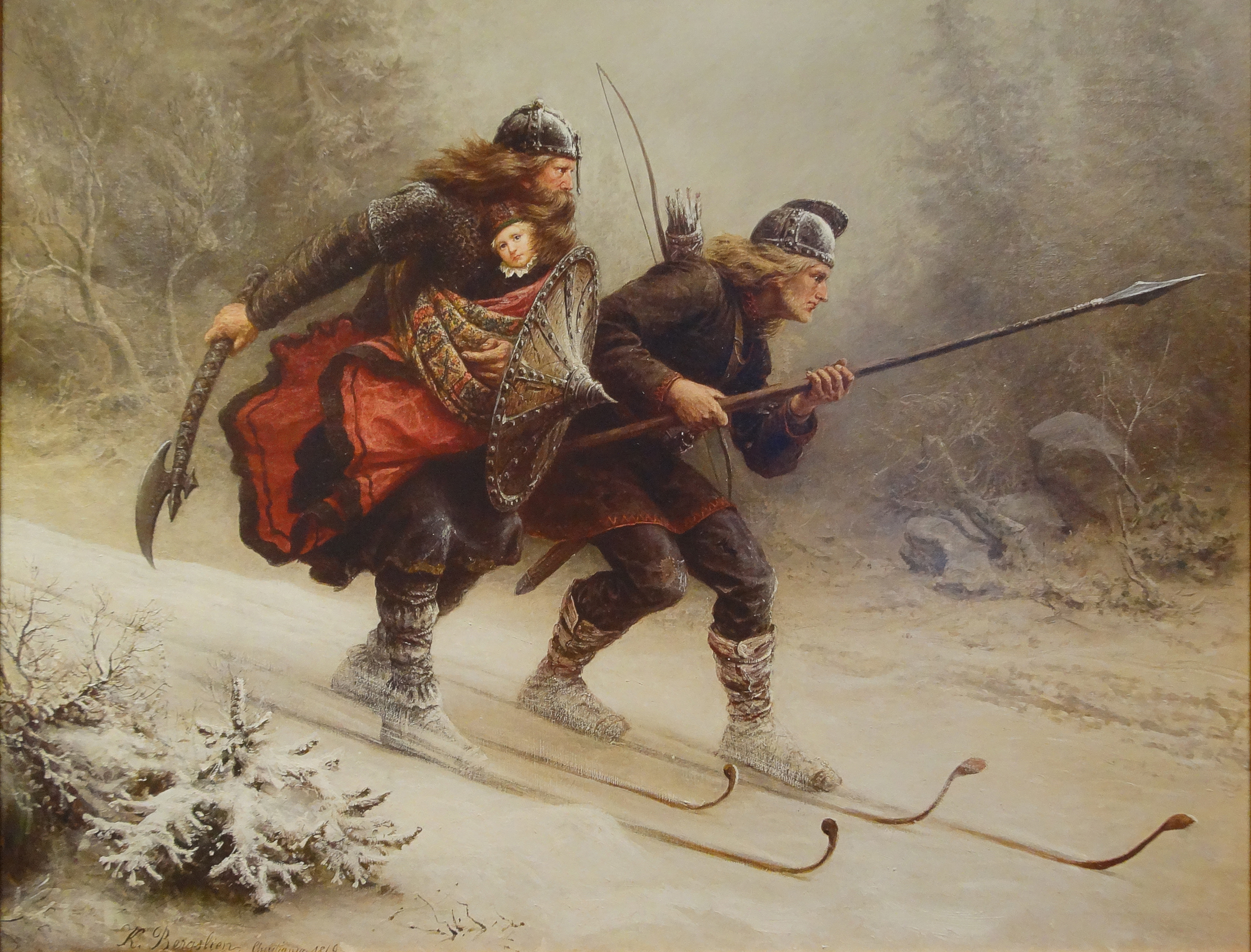
L'infant Håkon Håkonsson sent transportat pels birkebeiner a un lloc segur, fora de perill dels seus enemics -els bagler-; interpretat pel pintor Knud Bergslien (1869). Museu de l'Esquí d'Oslo.

Els birkebeiner (nòrdic antic: birkibeinar, bokmål: birkebeinerne , nynorsk: birkebeinarane) va ser el nom d'una agrupació rebel noruega, formada el 1174 al voltant del pretendent al tron, Eystein Meyla, i que va existir durant l'època de les Guerres Civils Noruegues (1130-1240), durant la qual hi va haver diversos conflictes entrelligats, d'escala i intensitat variats; el rerefons d'aquests van ser les poc clares lleis de successió noruegues, les condicions socials, i les baralles entre l'Església i el rei. Van competir pel control amb els bagler, que van ser una facció política formada principalment per l'aristocràcia noruega, el clergat i comerciants.
El nom del partit té els seus orígens en la propaganda per part del partit establert que afirmava que els rebels eren tan pobres que es feien les seves pròpies sabates amb escorça de bedoll. Tot i ser pejoratiu en un principi, l'oposició va adoptar el nom birkebeiner per a referir-se a si mateixos, i el van continuar utilitzant fins que van arribar al poder el 1184.
Birkebeiner estava format per uns grups que tenien com a objectiu la deposició del rei Magnus V de Noruega i el seu pare, el duc Erling Skakke. Des d'una perspectiva sociohistòrica, s'ha interpretat el partit com el resultat del ràpid augment d'homes de frontera sense terres (markamenn), que s'havien instal·lat al llarg de la frontera sueca i vivien del pillatge a vells assentaments rics. Aquella població anàrquica va esdevenir la principal base dels birkebeiner.
El seu lideratge va venir de Trøndelag, i la motivació era aturar el traspàs de poder de Trøndelag a Viken i Vestlandet. Les famílies poderoses de la regió estaven sent ignorades pels seus veïns del sud, que havien adquirit a mitjans del segle xii un fort líder en la figura del duc Erling Skakke, de Vestlandet. A començaments de la dècada del 1160 Erling va prendre el control de Viken i del bisbat de Nidaros, i va fer rei de Noruega el seu fill Magnus Erlingsson.
Malgrat que els birkebeiner van ser febles al començament van tenir avantatge durant la major part del conflicte, i la victòria final els va arribar quan el seu rei (Haakon IV) va ser reconegut el 1217 pels seus enemics, els bagler. Al començament del seu regnat gran part del poder reial era a les mans del duc regent Skule Bårdsson, fins que el 1239 el conflicte entre tots dos va desembocar en una guerra oberta, quan Skule es va autoproclamar rei a Nidaros, i va acabar amb la mort d'aquest l'any següent.

## Esports
Avui dia els birkebeiner són homenatjats popularment per haver escortat Håkon Håkonsson, hereu al tron noruec, quan només tenia dos anys, fora de perill dels seus enemics de Lillehammer a Østerdalen a Trondheim, un viatge llarg i perillós a través de boscos i muntanyes.
S'hi ret homenatge anualment amb quatre esdeveniments esportius: una carrera (Birkebeinerløpet), una cursa de bicicleta de muntanya (Birkebeinerrittet), una cursa d'esquí de fons (Birkebeinerrennet) i, des del 2012, una cursa de bicicleta de carretera (Landeveisbirken). Els participants dels esdeveniments d'esquí i ciclisme han de dur una motxilla amb un pes de 3'5kg en commemoració del nen que els birkebeiner van haver de dur en el seu viatge.